# إتيان باكرو
إتيان باكرو (بالفرنسية: Étienne Bacrot) هو أستاذ كبير في الشطرنج، ولد باكرو في ليل, نور, فرنسا, يصنف إتيان الثاني على فرنسا.
بدأ باكرو لعب الشطرنج منذ عمر الأربعة أعوام، وفي سن العاشرة فاز في بطولة للصغار، وفي عام 1996, عندما كان يبلغ من العمر 13 عاماً, فاز على فاسيلي سميسلوف. أصبح باكرو أستاذاً كبيراً في آذار من عام 1997 بعمر الـ 14 عاماً وشهرين، مما جعله ذلك أصغر شخص حقق اللقب حتى ذلك الوقت (لاحقاً في كانون الأول من نفس العام أصبح رسلان بونوماريوف أصغر شخص حقق اللقب).
فاز باكرو بالعديد من المنافسات، في عام 2004 وتخطى علامة الـ 2700 في نظام تصنيف إيلو, في كانون الثاني من العام التالي أصبح أول لاعب فرنسي يصل إلى قائمة أفضل 10 في التصنيف. أعلا علامة وصل لها باكرو هي 2749 في تشرين الثاني من عام 2013.
سجل باكرو 6/8 في أولمبياد الشطرنج 2006 ضد متنافسين متوسط علاماتهم 2640 محصلاً بذلك 13 نقطة إيلو، ممّا حصّل له الميدالية البرونزية لثالث أفضل أداء في الأولمبياد. واحدة من انتصاراته الشهيرة كانت ضد الأستاذ الكبير الأمريكي جاطا كامسكي.

## روابط خارجية
- إتيان باكرو على موقع الاتحاد الدولي للشطرنج (الإنجليزية)
- إتيان باكرو على موقع مباريات الشطرنج (الإنجليزية)
- إتيان باكرو على موقع 365Chess.com (الإنجليزية)
- إتيان باكرو على موقع Chesstempo.com (الإنجليزية)
- إتيان باكرو سجل أولمبياد الشطرنج على موقع OlimpBase.org (الإنجليزية)